# Dierogekko inexpectatus
Dierogekko inexpectatus — вид геконоподібних ящірок родини диплодактилідів (Diplodactylidae). Ендемік Нової Каледонії.

## Поширення і екологія
Dierogekko inexpectatus відомі за типовим зразком, зібраним в гірському масиві Пум на крайній півночі Нової Каледонії. Вони живуть в тропічних лісах і чагарникових заростях, що ростуть серед скель, на висоті від 260 до 320 м над рівнем моря.

## Збереження
МСОП класифікує цей вид як такий, що перебуває на межі зникнення. За оцінками, популяція Dierogekko inexpectatus становить близько 200 особин. Їм загрожує знищення природного середовища та хижацтво з боку інвазивних кішок і мурах Wasmannia auropunctata.